# Chiamami ancora amore (serie televisiva)
Chiamami ancora amore, inizialmente nota con il titolo originale La promessa che è stato cambiato in corso d'opera, è una miniserie televisiva italiana creata dallo sceneggiatore Giacomo Bendotti, diretta da Gianluca Maria Tavarelli e prodotta da Indigo Film e Rai Fiction.
Protagonisti sono Anna, Greta Scarano, ed Enrico, Simone Liberati, una coppia con un figlio che attraversa una profonda crisi conflittuale.
Definita un "crimine famigliare", la miniserie è composta da 6 puntate divise in tre serate in prima visione dal 3 maggio 2021 su Rai 1 e, in anteprima, le prime due puntate sono disponibili su RaiPlay dal 26 aprile 2021.

## Trama
Chiamami ancora amore è il racconto di una dolorosa separazione tra due persone che si sono tanto amate. Anna ed Enrico stanno insieme già da undici anni quando uno strano malessere inizia piano a farsi strada nella loro intensa storia d’amore. È l’inizio di una guerra distruttiva e pericolosa per tutti, soprattutto per il loro piccolo figlio. Proprio mentre Anna ed Enrico smettono di riconoscersi dimenticandosi delle persone che erano quando si sono conosciuti, toccherà a un’assistente sociale intervenire affinché il loro irrompente odio tra umiliazioni e vendette non finisca per demolire anche quello che di più bello rimarrà dopo la loro storia: il piccolo Pietro. Ma cosa è successo davvero nelle vite di queste due persone e qual è il motivo di questo duro scontro?

## Episodi
| Stagione       | Episodi | Prima TV |
| -------------- | ------- | -------- |
| Prima stagione | 6       | 2021     |

## Riconoscimenti
- 2021 – Premio Flaiano[6]
  - Migliore regia a Gianluca Maria Tavarelli